# Leucania joannisi
Leucania joannisi is een vlinder uit de familie uilen (Noctuidae). De wetenschappelijke naam is voor het eerst geldig gepubliceerd in 1952 door Boursin & Rungs.
De soort komt voor in Europa.